# Bahnhof Berlin Buckower Chaussee
Der Bahnhof Buckower Chaussee ist ein Berliner S-Bahnhof an der Berlin-Dresdener Eisenbahn. Im Betriebsstellenverzeichnis wird er unter dem Kürzel BBCH geführt.

## Geschichte

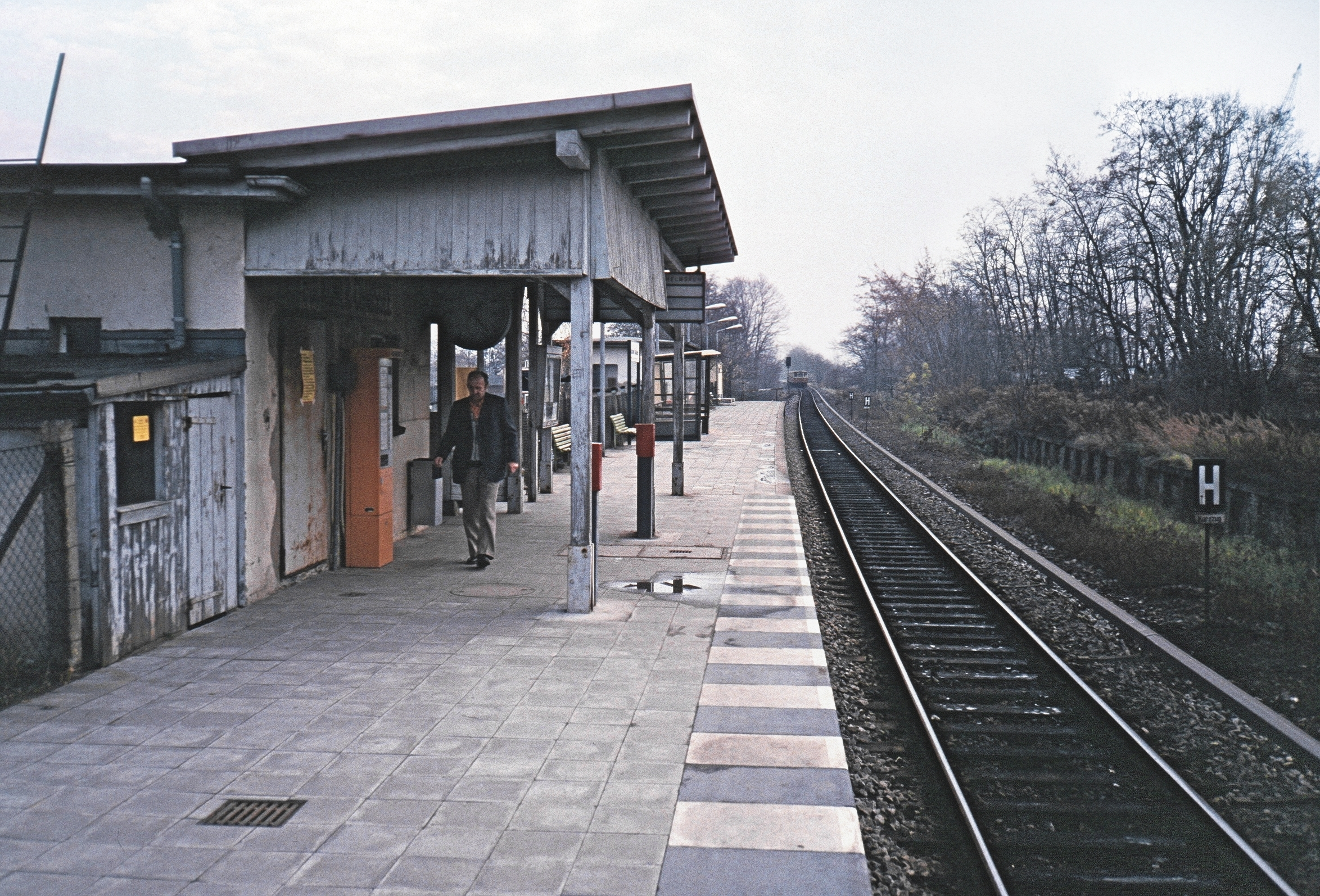
Provisorium im Jahr 1986, Blick nach Süden

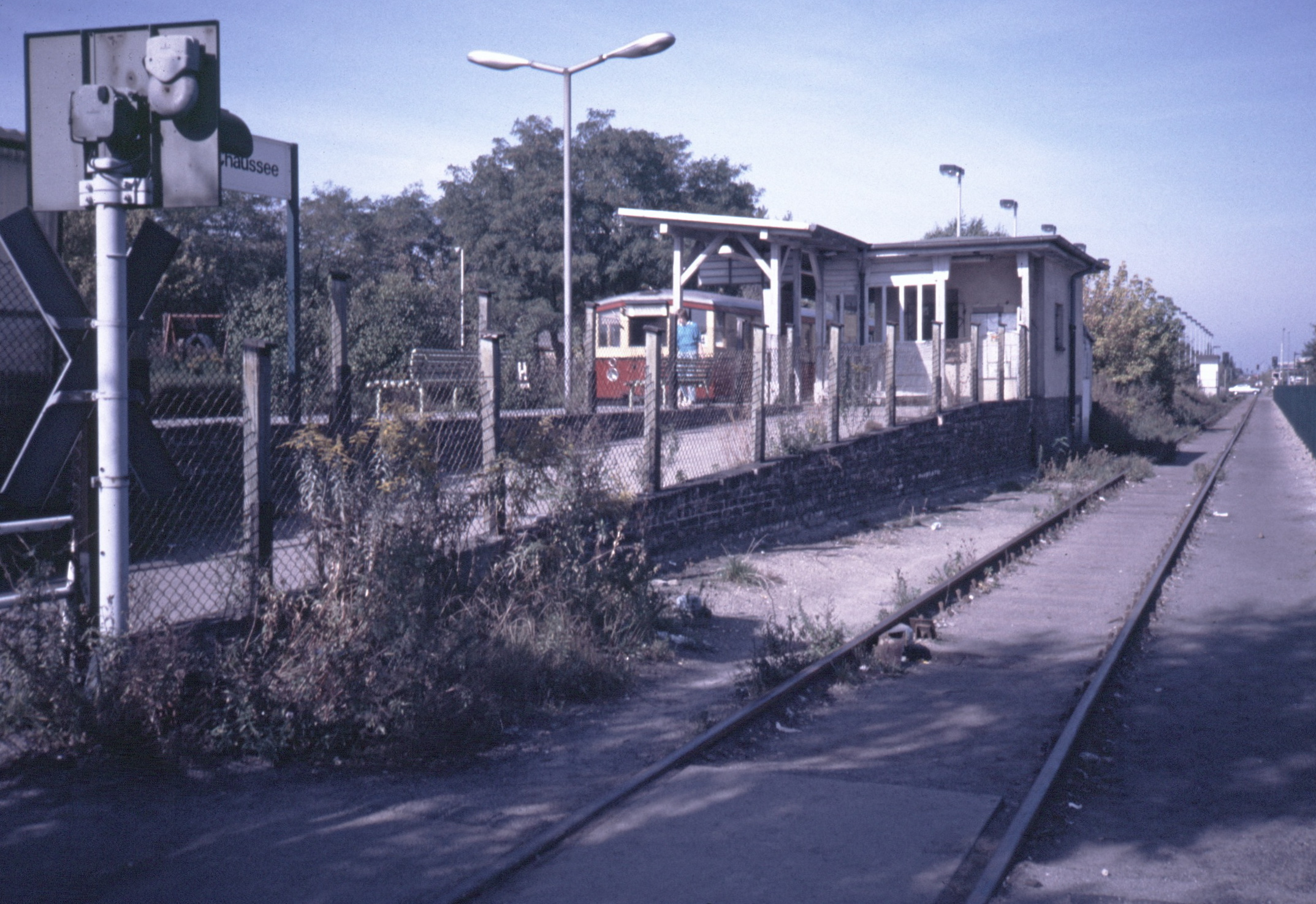
Zugangsrampe und Übergang Gütergleis, 1986

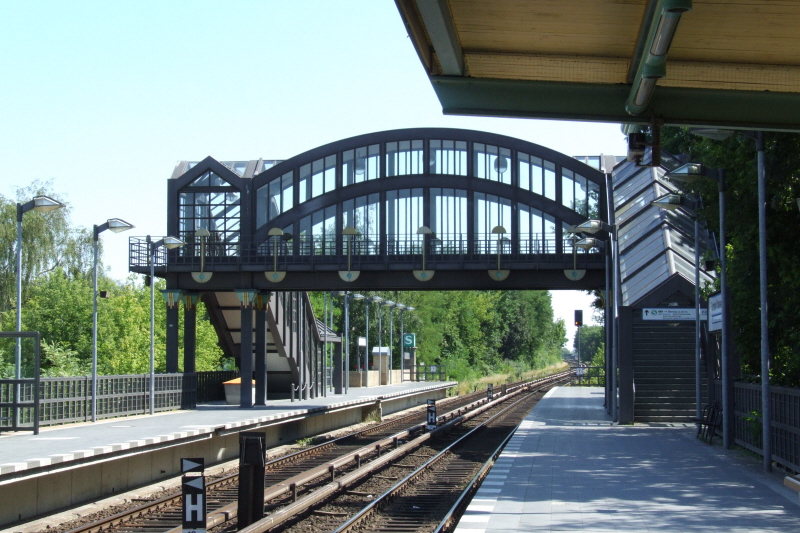
Übergang am südlichen Bahnsteigende, 2006

Schon vor dem Ersten Weltkrieg war an der Kreuzung der Dresdener Bahn mit der Buckower Chaussee ein Haltepunkt geplant. Mit der Herstellung einer Dammschüttung als erste Baumaßnahme wurde jedoch erst kurz vor dem Zweiten Weltkrieg begonnen. Abermals verhinderte der Kriegsbeginn die Fertigstellung. Nach Kriegsende wurde das unzerstört gebliebene ehemalige Kraftwagenwerk Lichtenrade als Hauptdepot der amerikanischen Besatzungsmacht genutzt. Die war der Anlass, mit der Wiederaufnahme des Vorortverkehrs auf dieser Strecke am 15. Mai 1946 östlich der Dorfaue Marienfelde eine Station einzurichten.
Der Haltepunkt blieb über viele Jahre ein Provisorium an der damals eingleisigen S-Bahn-Strecke. Aufgrund der seinerzeit herrschenden Materialknappheit wurde er mit einfachsten Mitteln gebaut. Die Mauern des einzigen Bahnsteigs wurden aus Trümmerziegeln errichtet, das Gebäude mit Dienst- und Warteraum so klein wie möglich gehalten. Der Dienstraum war zugleich Fahrkartenschalter und Bahnsteigsperre. Ein kleines Vordach über dem Bahnsteig diente dem diensthabenden Beamten als Wetterschutz. Zum Bahnsteig führte eine Rampe, davor musste das an der Rückseite der Station gelegene Gütergleis überquert werden.
Erst mit dem zweigleisigen Ausbau zwischen Marienfelde und Lichtenrade Ende der 1980er Jahre erhielt die Station ihr charakteristisches Aussehen. Architekt war Rainer G. Rümmler, der auch einige jahrzehntelang nahezu alle neuen U-Bahnhöfe in Berlin entwarf. Auch die Detailgestaltung ist den Stationen in Berlin-Spandau und Berlin-Wittenau ähnlich. Die beiden Seitenbahnsteige reichen nun bis zur namensgebenden Straße heran. Dort überspannt ein großer Torbogen die Bahnsteige und Gleise und macht auf den S-Bahnhof aufmerksam. Im Süden schließt eine Fußgängerbrücke den Bahnhof ab.
Nördlich des Bahnhofs befand sich ein schienengleicher Bahnübergang in der stark befahrenen Buckower Chaussee, dieser soll im Zuge des Ausbaus der Dresdener Bahn durch eine Straßenbrücke ersetzt werden.
Der südliche Ausgang wurde am 1. Juli 2020 geschlossen und der angrenzende P+R-Platz aufgehoben, nachdem die Deutsche Bahn den Nutzungsvertrag mit dem Bezirk gekündigt hatte. Ob nach dem Ausbau der Dresdener Bahn wieder ein P+R-Platz eingerichtet wird, ist noch unklar. Anfang Dezember 2022 wurde der Torbogen über den S-Bahn-Gleisen abgebaut; die Fußgängerbrücke am südlichen Stationsende wurde über die künftigen Ferngleise verlängert, mit Aufzügen ausgestattet und am 1. Dezember 2022 freigegeben.

## Ausblick
Im Zuge des Baus der Fern- und Regionalbahngleise der Dresdener Bahn ab 2021 wird der S-Bahnhof umfangreich umgebaut. Die Bahnsteige werden anteilig nach Norden verschoben und erhalten Zugänge von beiden Seiten der projektierten Straßenbrücke an der Buckower Chaussee.
Von der Politik wird seit mehreren Jahren die Einrichtung eines Regionalbahnhofs am Bahnhof Buckower Chaussee gefordert, um für die südlichen Berliner Ortsteile eine Umsteigemöglichkeit zum schnellen Regionalbahnverkehr zu schaffen. Dieses Vorhaben kann aber nach Aussagen der Deutschen Bahn und der zuständigen Senatsverwaltung erst nach Fertigstellung der Dresdner Bahn begonnen werden.

## Anbindung
Der S-Bahnhof wird von der Linie S2 der Berliner S-Bahn bedient. Es bestehen Umsteigemöglichkeiten zu den Buslinien M11 und X11 der Berliner Verkehrsbetriebe, die als stark nachgefragte Tangentiallinien eine wichtige Funktion in den südlichen Teil Berlins erfüllen. Weiterhin halten hier die Linie 277 der BVG sowie die Linien 710 und 711 der Verkehrsgesellschaft Teltow-Fläming.
| Linie | Verlauf | Takt |
| ----- | --- | ---- |
|       | Bernau – Bernau-Friedenstal – Zepernick – Röntgental – Buch – Karow – Blankenburg – Pankow-Heinersdorf – Pankow – Bornholmer Straße – Gesundbrunnen – Humboldthain – Nordbahnhof – Oranienburger Straße – Friedrichstraße – Brandenburger Tor – Potsdamer Platz – Anhalter Bahnhof – Yorckstraße – Südkreuz – Priesterweg – Attilastraße – Marienfelde – Buckower Chaussee – Schichauweg – Lichtenrade – Mahlow – Blankenfelde \|\| 10 min |      |